# Heinrich III. (Bar)
Heinrich III. (* 1247/50, † September 1302 in Neapel) war ein Graf von Bar aus dem Haus Scarponnois von 1291 bis 1302. Er war der Sohn von Graf Theobald II. von Bar und dessen zweiten Ehefrau Johanna von Toucy.
Heinrich war ein Anhänger König Adolfs von Nassau, von dem er 1295 zu einem Statthalter an der Grenze zu Frankreich ernannt wurde. Sein Verhältnis zu Frankreich war seit der Hochzeit der Erbin der zu Bar angrenzenden Champagne, Johanna I. von Navarra, mit dem französischen König Philipp IV. stark belastet. Dadurch war Heinrich  einem stärker werdenden Druck Frankreichs ausgesetzt. Deshalb lehnte er sich eng an König Eduard I. von England an, mit dem ihn gemeinsame Interessen verbanden. Dazu heiratete Heinrich am 20. September 1293 in Bristol die Prinzessin Eleonore, mit der er drei Kinder hatte:

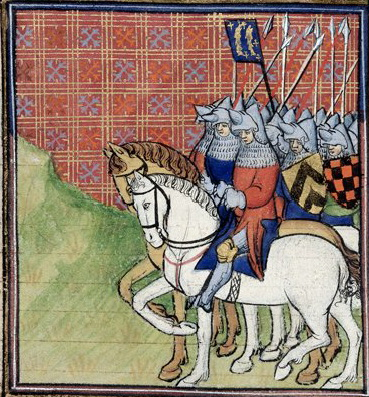
Graf Heinrich III. von Bar mit seinen Rittern. Darstellung aus den Chroniques de Saint-Denis, 14. Jahrhundert.

- Eleonore, ⚭ Llywellyn ap Owen, Herr von Iscoed († 1309)
- Eduard I. (* 1296; † 11. November 1336 in Famagusta), Graf von Bar
- Johanna († 31. August 1361), ⚭ John de Warenne, 7. Earl of Surrey († 1347)

In Grammont trat Heinrich am 25. Dezember 1296 der gegen Frankreich gerichteten Allianz des Grafen Guido I. von Flandern mit den Königen Adolf von Nassau und Eduard I. von England, sowie den Herzögen Johann II. von Brabant und Albrecht I. von Österreich bei. Doch nachdem Eduard I. von England und Adolf von Nassau den Kampf nur halbherzig unterstützten und Guido von Flandern im Oktober 1297 einen Waffenstillstand eingehen musste, stand Heinrich allein gegen Frankreich. Bereits im Juni 1297 wurde er von  Gaucher V. de Châtillon bei Louppy-sur-Loison geschlagen und geriet schließlich nach einem Zug in die Champagne 1299 in französische Gefangenschaft. Im Vertrag von Brügge 1301 war er gezwungen, die französische Lehnshoheit über alle seine Besitzungen westlich der Maas anzuerkennen, darunter auch sein Herrschaftszentrum Bar-le-Duc (Barrois mouvant). Die französische Grenze schob sich damit von der Marne in den alten lothringischen Raum hinein, was bereits 1299 durch König Albrecht I. in einem bei Vaucouleurs vereinbarten Abkommen mit König Philipp IV. von Frankreich akzeptiert wurde. Auf Reichsterritorium verblieb dem Grafen von Bar die Region um Pont-à-Mousson, welche unter Heinrichs Urenkel Robert I. zu einer Markgrafschaft erhoben wurde.
Danach zog Heinrich nach Unteritalien, um dort König Karl II. von Neapel gegen König Friedrich II. von Sizilien zu unterstützen. Im Kampf gegen diesen wurde er verwundet und starb darauf.

## Einzelnachweis
1. ↑  Extraits de la Chronique attribuée a Jean Desnouelles, Abbé de Saint-Vincent de Laon. In: Recueil des Historiens des Gaules et de la France. Bd. 21, 1855, S. 181–198, hier S. 184.